# Henrik Bentzon
Henrik Bentzon (5. maj 1895 i Bergen – 28. september 1971 i Jægersborg) var en dansk skuespiller. Han optrådte oftest på teatret men medvirkede også i syv film.
Han modtog Teaterpokalen i 1936 og Ingenio et arti 1938.
Han var gift med Betty Nansen i perioden 1924–1933.

## Udvalgt filmografi
- De bør forelske Dem (1935)
- Giftes-nej tak (1936)
- Det begyndte ombord (1937)
- Sommerglæder (1940)
- Tobiasnætter (1941)
- Støvsugerbanden (1963)
- Greven på Liljenborg - (Alt for kvinden) (1964)